# Base-Bleed-Geschoss

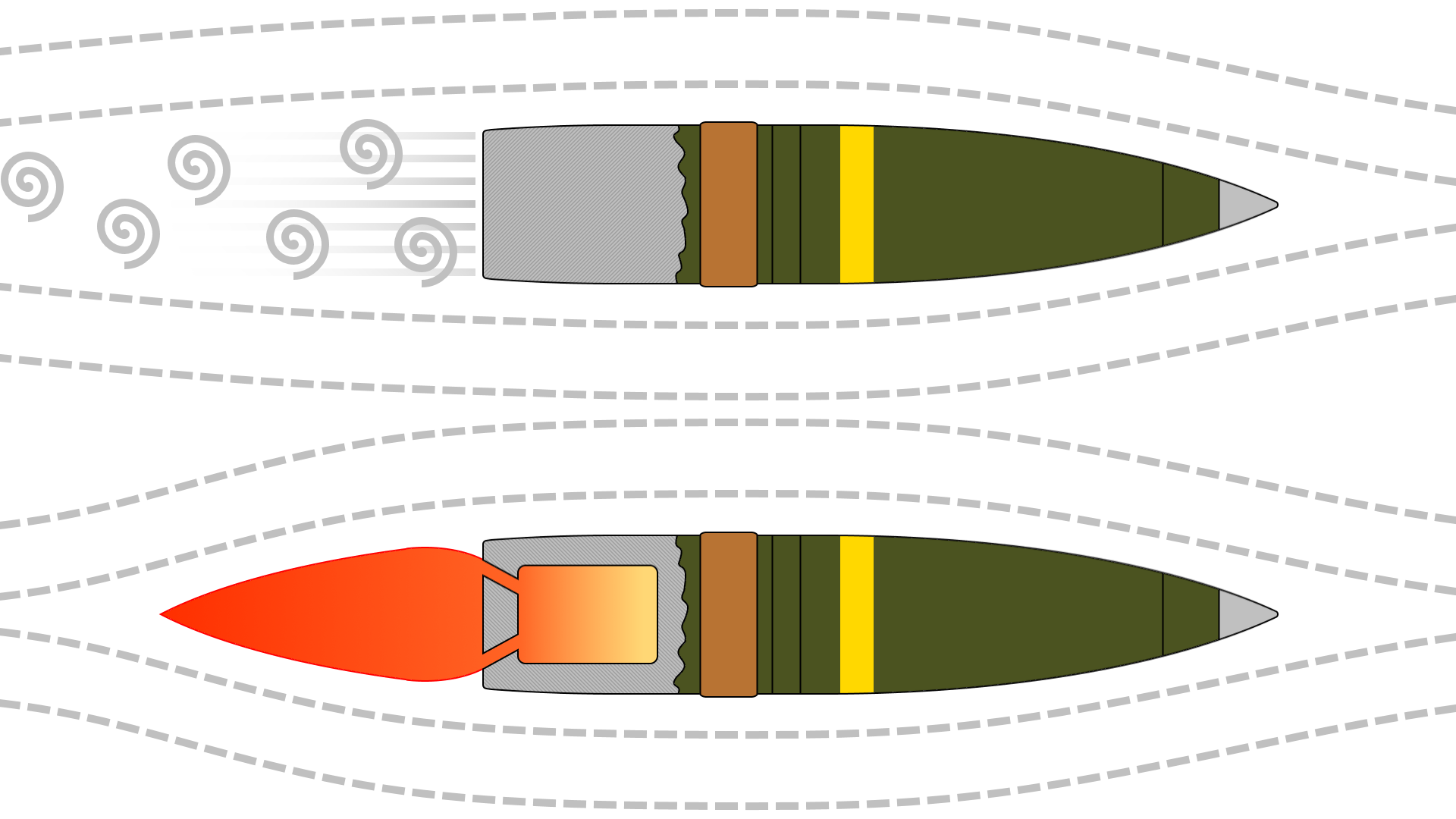
Funktion eines Base-Bleed

Das Base-Bleed-Geschoss (wörtlich in etwa: am Boden „entlüftendes“ Geschoss) ist eine besondere, reichweitengesteigerte Art des Artilleriegeschosses. Sie erreicht die Reichweitensteigerung durch eine Verringerung des Bodensogs des Geschosses.

## Hintergrund
Die Reichweite eines Artilleriegeschosses hängt von verschiedenen Faktoren wie Innenballistik und Außenballistik ab. In erster Linie wird sie von der Mündungsgeschwindigkeit des Geschosses, die wiederum von der Rohrlänge und der Stärke der Treibladung abhängig ist, sowie vom Luftwiderstand des Geschosses während des Fluges beeinflusst. Deswegen gilt vereinfacht die Regel, dass eine höhere Mündungsgeschwindigkeit und niedrigerer Luftwiderstand die Reichweite vergrößern.
Da für eine Erhöhung der Mündungsgeschwindigkeit normalerweise konstruktive Veränderungen am Geschütz nötig sind, wird versucht, die Reichweite über die Munition zu erhöhen, um den Aufwand zu verringern. Dies führte zur Entwicklung von reichweitengesteigerter Munition. Dabei kann die vorhandene, konventionelle Munition weiterhin zur Bekämpfung näher gelegener Ziele verwendet werden.

## Beeinflussende Arten des Luftwiderstandes
Auf ein Geschoss wirken während des Fluges im Wesentlichen drei Arten des Luftwiderstandes ein:
- Der Wellenwiderstand hat bei herkömmlichen Artilleriegeschossen einen Anteil von etwa 50 bis 60 Prozent am Gesamtwiderstand.
- Der Reibungswiderstand trägt zwischen 7 und 11 Prozent zum Gesamtwiderstand bei.
- Der Bodensog hat einen Anteil von 30 bis 40 Prozent. Er entsteht dadurch, dass hinter dem Geschoss durch den raschen Flug Wirbel entstehen, die für einen Unterdruck sorgen. Durch diesen Sog wird das Geschoss abgebremst.

## Aufbau

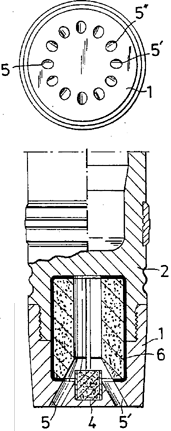
Base-Bleed-Geschoss
Oben: Blick auf den Boden des Geschosses mit den Auslassdüsen,
Unten: Schnitt durch den hinteren Teil des Geschosses mit dem pyrotechnischen Gaserzeuger

Base-Bleed-Geschosse besitzen im Heck einen pyrotechnischen Satz, der beim Abschuss gezündet wird. Er hat die Aufgabe, durch den Ausstoß von Verbrennungsgasen den Unterdruck hinter dem Geschoss zu reduzieren und somit den Bodensog zu verringern. Dabei brennt der pyrotechnische Satz langsam ab und erzeugt selbst keinen Antrieb. Hier leitet sich auch der Name Base Bleed ab, bei dem es am Bodenstück, der Base, zum Ausstoß, respektive der Entlüftung (bleed), der beim Abbrennen entstehenden Gase kommt. Die meisten Base-Bleed-Brennsätze haben eine Brenndauer von rund 30 Sekunden und reduzieren den Bodensog um 50 bis 70 Prozent.

## Vorteil: Reichweitensteigerung
Base-Bleed-Geschosse ermöglichen je nach Auslegung eine Reichweitensteigerung von etwa 20 bis 30 Prozent. Bei einem typischen L/39-NATO-Geschütz erhöht sich die Reichweite beispielsweise von etwa 23 auf etwa 28,5 km. Eine besonders effektive Kombination stellten ERFB-Geschosse (Extended-Range-Full-Bore-Geschosse) mit zusätzlichem Base-Bleed dar. Ein solches Geschoss erreicht, verschossen aus einem 155-mm-Geschütz mit 45 Kaliberlängen (L/45), eine Schussweite von knapp 40 km. Eine weitere Reichweitensteigerung konnte mit dem ERFB-RA/BB (V-LAP)-Geschoss erreicht werden. Dieses ist ein ERFB-Geschoss mit Base-Bleed sowie einem zusätzlichen Raketenantrieb. Wird dieser Geschosstyp mit der Panzerhaubitze 2000 verschossen, werden Schussdistanzen von bis zu 56 km erreicht.

## Nachteil: Nutzlastverringerung
Durch den Platz- und Gewichtsbedarf für den pyrotechnischen Satz verringert sich allerdings die Nutzlast des Geschosses. So kann ein Geschoss des NATO-Standardkalibers 155 mm in der konventionellen Ausführung 88 Bomblets tragen, mit Base-Bleed dagegen nur 64. Beim Kaliber 203 mm verringert sich die Anzahl von 180 auf 135. Dies entspricht in beiden Fällen einer Verringerung um etwa 25 Prozent. Der Nachteil der Nutzlastverringerung fällt bei modernen Geschossen vom Typ ERFB und HEER weg. Bei diesen Geschossen wird der Base-Bleed auf den Geschossboden aufgeschraubt und die Nutzlast wird dadurch nicht tangiert.